# Bianca (Vorname)
Bianca ist ein weiblicher Vorname.

## Herkunft und Bedeutung
Bianca stammt aus dem Italienischen und bedeutet „die Weiße“, „die Glänzende“, „die Reine“.

## Namenstag
- 1. Dezember

## Varianten
- Bianka
- Bijanka (serbisch)
- Blanca (spanisch)
- Blanche (französisch)
- Blanka (polnisch, tschechisch, slowenisch, ungarisch)
- Bjanka (bosnisch, kroatisch)

## Namensträgerinnen

### Bianca
- Bianca (Sängerin) (* 1948), deutsche Sängerin
- Bianca Andreescu (* 2000), kanadische Tennisspielerin
- Bianca Arndt (* 1977), deutsche Musicaldarstellerin
- Bianca Atzei (* 1987), italienische Popsängerin.
- Bianca Balti (* 1984), italienisches Fotomodell
- Bianca Barnett (* 1979), US-amerikanische Schauspielerin
- Bianca Beauchamp (* 1977), kanadisches Erotik-Model
- Bianca Berding (* 1976), deutsche Kunsthistorikerin
- Bianca Bobertag (1846–1900), deutsche Schriftstellerin
- Bianca Bree (* 1990), belgisch-amerikanische Schauspielerin
- Bianca Brinker (* 1964), deutsche Managerin
- Bianca Cappello (1548–1587), italienische Mätresse und Renaissancefürstin
- Bianca Claßen (geb. Heinicke; * 1993), deutsche Webvideoproduzentin
- Bianca Commichau-Lippisch (1890–1968), deutsche Malerin
- Bianca Del Rio (* 1975), US-amerikanische Dragqueen
- Bianca Döring (* 1957), deutsche Schriftstellerin, Musikerin und Malerin
- Bianca Ghelber (* 1990), rumänische Leichtathletin (Hammerwurf)
- Bianca Hauda (* 1984), deutsche Radio- und Fernsehmoderatorin
- Bianca Halstead (1965–2001), US-amerikanische Punkmusikerin
- Bianca Hammett (* 1990), australische Synchronschwimmerin
- Bianca Hein (* 1975), deutsche Schauspielerin
- Bianca Henninger (* 1990), US-amerikanisch-mexikanische Fußballtorhüterin
- Sina Bianca Hentschel (* 1987), deutsche Schauspielerin
- Bianca Jagger (* 1945), US-amerikanische Menschenrechtsaktivistin und Ex-Ehefrau von Mick Jagger
- Bianca Kajlich (* 1977), US-amerikanische Schauspielerin
- Bianca Kappler (* 1977), deutsche Leichtathletin
- Bianca Krahl (* 1973), deutsche Synchronsprecherin und Schauspielerin
- Bianca Lancia (1200/1210–1244/1246), dritte Ehefrau von Kaiser Friedrich II.
- Bianca Lawson (* 1979), US-amerikanische Schauspielerin
- Bianca Lity (* 1985), deutsche Fußballspielerin
- Bianca Mayer (* 1979), Schweizer rätoromanische Musikerin und Sängerin
- Bianka Minte-König (* 1947), deutsche Schriftstellerin
- Bianca Nawrath (* 1997), deutsche Schauspielerin
- Bianka Pietrow-Ennker (* 1951), deutsche Historikerin
- Bianca Rech (* 1981), deutsche Fußballspielerin
- Bianca Ryan (* 1994), US-amerikanische Sängerin
- Bianca A. Santos (* 1990), US-amerikanische Schauspielerin
- Bianca Schenker (* 1974), deutsche Leichtathletin (Gehen)
- Bianca Schmidt (* 1990), deutsche Fußballspielerin
- Bianca Schwarzjirg (* 1980), österreichische Fernsehmoderatorin und -sprecherin
- Bianca Maria Sforza (1472–1510), zweite Ehefrau von Maximilian I. von Habsburg
- Bianca Steurer (* 1986), österreichische Triathletin
- Bianca Urbanke-Rösicke (* 1967), ehemalige deutsche Handballnationalspielerin
- Bianca Warnek (* 1986), deutsche Schauspielerin und Synchronsprecherin
- Bianca Walter (* 1990), deutsche Shorttrackerin

### Bianka
- Bianka Békefi (* 1997), ungarische Tennisspielerin
- Bianka Bleier (* 1962), deutsche Buchhändlerin und Schriftstellerin
- Bianka Blume (1843–1896), deutsche Opernsängerin (Sopran)
- Bianka Buša (* 1994), serbische Volleyballspielerin
- Bianka Kachel (* 1944), deutsche Politikerin (SPD)
- Bianka Lamade (* 1982), deutsche Tennisspielerin
- Bianka Minte-König (* 1947), deutsche Schriftstellerin und Professorin für Literatur-, Medien- und Theaterpädagogik
- Bianka Panowa (* 1970), bulgarische rhythmische Sportgymnastin
- Bianka Pietrow-Ennker (* 1951), deutsche Osteuropahistorikerin
- Bianka Schwede (* 1953), deutsche Ruderin

### Byanca / Byanka
- Byanca Beatriz Alves de Araujo (* 1995), brasilianische Fußballspielerin
- Byanka (Künstlername; * 1985), russische R'n'B-Sängerin belarussischer Herkunft

### Blanca
Mittelalter
- Blanca Margarete von Valois (1316/17–1348), erste Ehefrau des böhmischen Königs Karl IV.
- Blanca von England (1392–1409), durch Heirat Pfalzgräfin in der Kurpfalz
- Blanca II. von Navarra (1424–1464), spanische Infantin und Titularkönigin

Neuzeit
- Blanca Burns (* 1987), US-amerikanische Basketballschiedsrichterin mexikanischer Abstammung
- Blanca de Castilla de Borbón (1868–1949), spanische Prinzessin
- Blanca Félix (* 1996), mexikanische Fußballspielerin (Torhüterin)
- Blanca Fernández (* 1992), spanische Leichtathletin (Mittel- und Langstreckenlauf)
- Blanca Fernández Ochoa (1963–2019), spanische Skirennläuferin
- Blanca von Hagen (1836–1881), deutsche Porträt- und Genremalerin
- Blanca Huertas (* 1978), kolumbianische Lepidopterologin, Ökologin und Naturschützerin
- Blanca Imboden (* 1962), Schweizer Schriftstellerin
- Blanca Lewin (* 1974), chilenische Schauspielerin und Radiomoderatorin
- Blanca Li (* 1964), spanische Tänzerin, Choreografin, Schauspielerin
- Blanca Estrella de Méscoli (1915–1986), venezolanische Komponistin und Pianistin
- Blanca Mooney (1940–1991), argentinische Tangosängerin
- Blanca Muñoz (* 1963), spanische Grafikerin und Bildhauerin
- Blanca Ovelar (* 1957), paraguayische Politikerin
- Blanca Paloma (* 1989), spanische Sängerin
- Blanca Portillo (* 1963), spanische Schauspielerin
- Blanca Ribas Turón (* 1982), deutsch-spanische Tänzerin
- Blanca de los Ríos (1859–1956), spanische Schriftstellerin, Literaturhistorikerin und Literaturkritikerin
- Blanca Soto (* 1979), mexikanische Schauspielerin und Model
- Blanca Suárez (* 1988), spanische Schauspielerin

### Filmfiguren
- Figur im Zeichentrickfilm Bernard und Bianca – Die Mäusepolizei
- Titelfigur der Telenovela Bianca – Wege zum Glück